# Otoki (województwo opolskie)
Otoki (dodatkowa nazwa w j. niem. Ottok) – wieś w Polsce, położona w województwie opolskim, w powiecie prudnickim, w gminie Biała. Historycznie leży na Górnym Śląsku, na ziemi prudnickiej. Położona jest na terenie Kotliny Raciborskiej, będącej częścią Niziny Śląskiej.
W latach 1975–1998 miejscowość należała administracyjnie do ówczesnego województwa opolskiego.
Według danych na 2011 wieś była zamieszkana przez 192 osoby.
Częścią wsi jest Kolonia Otocka

## Geografia

### Położenie
Wieś jest położona w południowo-zachodniej Polsce, w województwie opolskim, około 11 km od granicy z Czechami, w zachodniej części Kotliny Raciborskiej. Należy do Euroregionu Pradziad. Ma charakter rolniczy. Głównymi uprawami są tutaj burak cukrowy, pszenica i rzepak.

### Środowisko naturalne
W Otokach panuje klimat umiarkowany ciepły. Średnia temperatura roczna wynosi +8,2 °C. Duże zróżnicowanie dotyczy termicznych pór roku. Średnie roczne opady atmosferyczne w rejonie Otok wynoszą 614 mm. Dominują wiatry zachodnie.

### Integralne części wsi
| SIMC    | Nazwa          | Rodzaj    |
| ------- | -------------- | --------- |
| 0491452 | Kolonia Otocka | część wsi |

## Nazwa
W 1383 wieś została wymieniona pod nazwami Ottak, Eichak. Topograficzny opis Górnego Śląska z 1865 roku notuje wieś pod polską nazwą Otok, a także zgermanizowaną Ottok. 9 września 1947 r. nadano miejscowości polską nazwę Otoki.

## Historia
Otoki zostały założone w drugiej połowie XIV wieku. Po raz pierwszy wzmiankowane były w 1383. W tym roku po podziale księstwa, miejscowość podlegała kasztelanii niemodlińskiej.

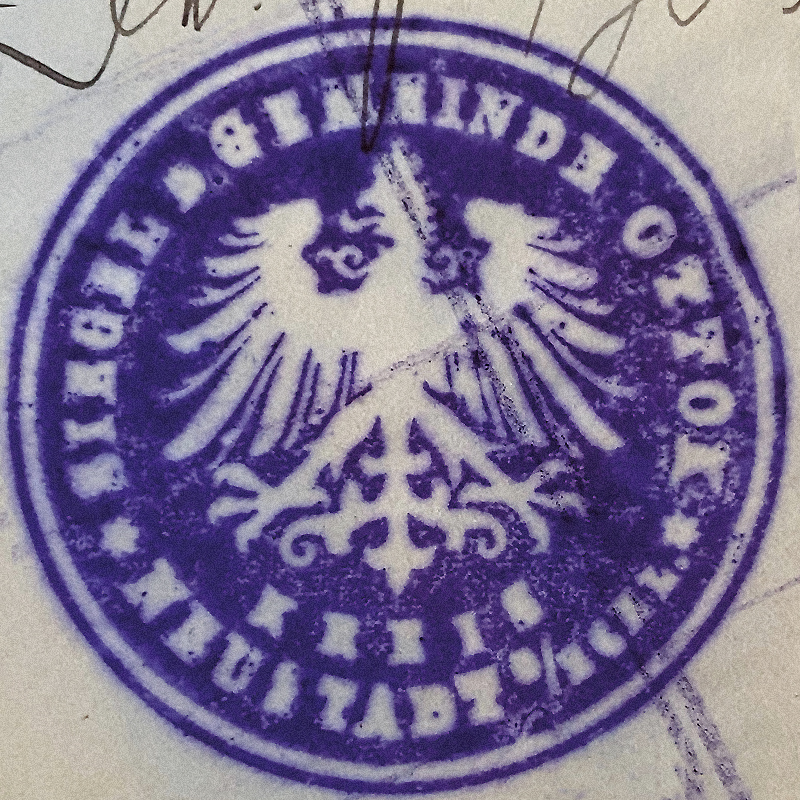
Pieczęć Otok (1908)

Pod koniec XV wieku właścicielem wsi był Jan, przedstawiciel rodu Colmas. Do 1742 wieś należała do powiatu sądowego bialskiego w Monarchii Habsburgów. Po I wojnie śląskiej znalazła się w granicach Królestwa Prus i weszła w skład powiatu prudnickiego w prowincji Śląsk.

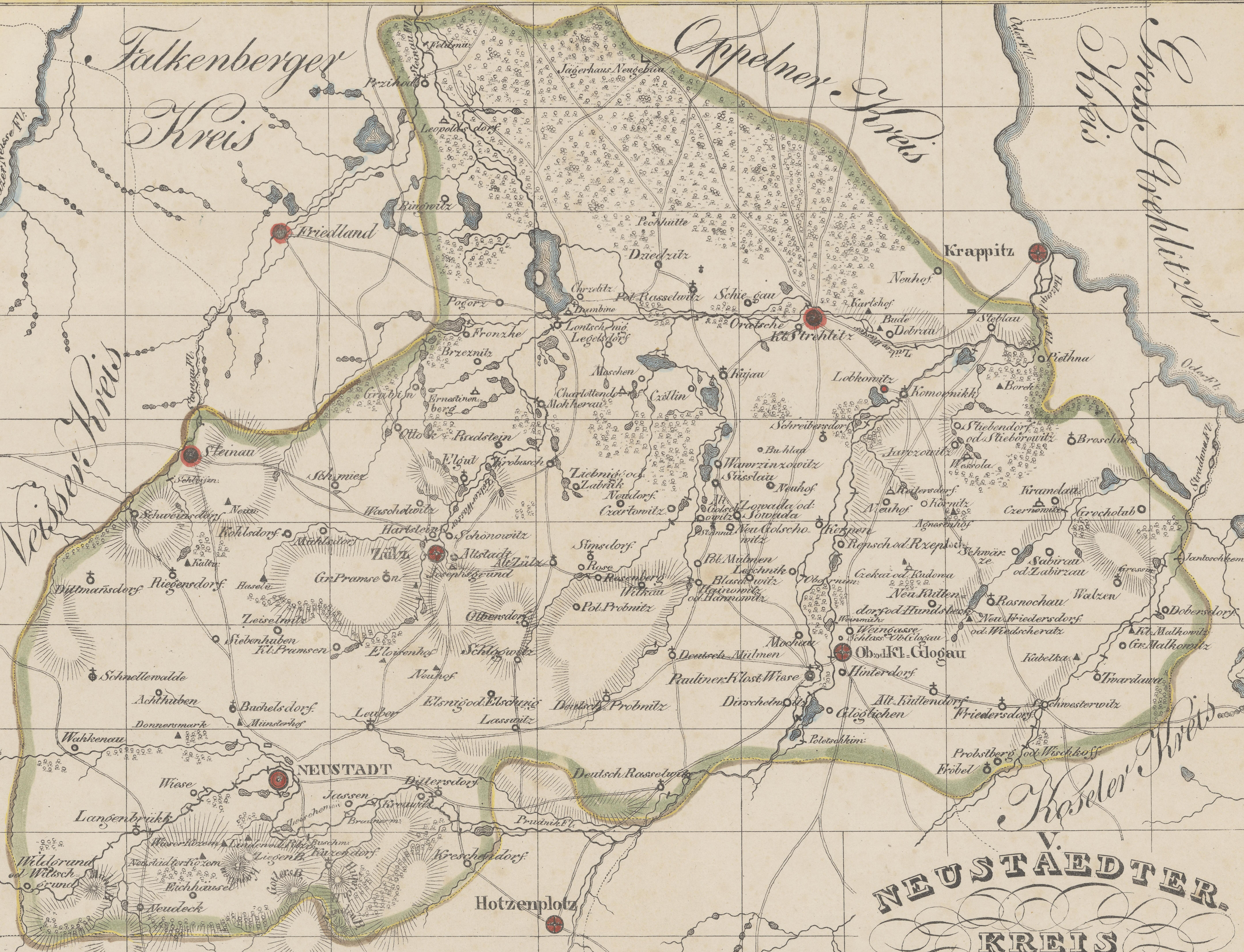
Otoki (Ottok) wśród miejscowości ziemi prudnickiej na mapie z XIX wieku

W Otokach funkcjonowała jednoklasowa szkoła, dwie karczmy i kuźnia. Wieś posiadała swoją własną pieczęć, która przedstawiała w polu orła w koronie, a w otoku napis: SIEGEL GEMEINDE OTTOK / KREIS NEUSTADT O/SCHL. (pol. Gmina Otoki / Powiat Prudnicki, Górny Śląsk).
Według spisu ludności z 1 grudnia 1910, na 364 mieszkańców Otok 19 posługiwało się językiem niemieckim, a 345 językiem polskim. W 1921 w zasięgu plebiscytu na Górnym Śląsku znalazła się tylko część powiatu prudnickiego. Otoki znalazły się po stronie zachodniej, poza terenem plebiscytowym. Wzbudziło to sprzeciw lokalnych polskich działaczy narodowościowych, gdyż wieś była w większości zamieszkana przez Polaków. We wsi powstał pomnik poświęcony mieszkańcom poległym w I wojnie światowej.
W latach 1945–1950 Otoki należały do województwa śląskiego, a od 1950 do województwa opolskiego.
W latach 1945–1954 wieś należała do gminy Śmicz.
W 1949 we wsi znajdowały się między innymi: szkoła podstawowa prowadzona przez Inspektorat Szkolny w Prudniku, krawiec.

## Mieszkańcy
Miejscowość zamieszkiwana jest przez mniejszość niemiecką oraz Ślązaków. Mieszkańcy wsi posługują się gwarą prudnicką, będącą odmianą dialektu śląskiego.

### Liczba mieszkańców wsi
- 1871 – 380[23]
- 1885 – 395[24]
- 1905 – 385[25]
- 1910 – 364[15]
- 1933 – 294[26]
- 1939 – 285[26]
- 1966 – 247[27]
- 1998 – 202[28]
- 2002 – 197[28]
- 2009 – 193[28]
- 2011 – 192[28]
- 2013 – 186[29]

## Zabytki
Zgodnie z gminną ewidencją zabytków w Otokach chronione są:
- kaplica-dzwonnica
- przepust drogowy przez potok Śmiczowski, droga powiatowa 1526

## Gospodarka
W Otokach siedzibę ma firma Zakład Elektroinstalacyjny Apostel Piotr, zrzeszona w Cechu Rzemieślników i Przedsiębiorców w Prudniku.

## Transport
W zarządzie Wydziału Drogownictwa Starostwa Powiatowego w Prudniku znajdują się drogi powiatowe: nr 1252O relacji Biała – Wasiłowice – Otoki – Grabina oraz nr 1256O relacji Nowy Browiniec – Browiniec Polski – Solec – Biała – Ligota Bialska – Otoki.
Otoki posiadają połączenia autobusowe z Korfantowem, Prudnikiem. We wsi znajdują się dwa przystanki autobusowe – „Skrz.”, „Wieś”.

## Religia
Katolicy z Otok należą do parafii św. Stanisława Biskupa w Ligocie Bialskiej (dekanat Biała). We wsi znajduje się kaplica.

## Turystyka
Oddział PTTK „Sudetów Wschodnich” w Prudniku ustanowił turystyczną Odznakę Krajoznawczą Ziemi Prudnickiej, którą zdobywa się poprzez zwiedzenie odpowiedniej liczby obiektów w miejscowościach położonych na ziemi prudnickiej, w tym w Otokach.

### Szlaki turystyczne
Przez Otoki prowadzą szlaki turystyczne:
- Szlakami bociana białego (27 km): Biała – Prężyna – Miłowice – Śmicz – Pleśnica – Grabina – Otoki – Wasiłowice – Biała[36]
- Szlakiem zabytkowych kościołów (9,12 km): Prężyna – Biała – Śmicz – Miłowice – Kolnowice – Otoki – Ligota Bialska – Krobusz – Dębina – Łącznik – Mokra – Żabnik – Gostomia – Solec – Olbrachcice[37]

### Szlaki rowerowe
Przez Otoki prowadzi szlak rowerowy:
- Trasa rowerowa PTTK nr 263-n: Biała – Wasiłowice – Otoki – Grabina – Kolonia Otocka – Puszyna – Pleśnica – Śmicz – Miłowice – Prężyna – Biała

## Bezpieczeństwo
Miejscowość jest pod opieką dzielnicowego rejonu służbowego nr 16 Komendy Powiatowej Policji w Prudniku (Posterunek Policji w Białej).
Teren wsi, jak i całej gminy Biała, położony jest w strefie nadgranicznej w związku z czym Straż Graniczna dysponuje, na tym obszarze, specjalnymi kompetencjami w zakresie bezpieczeństwa. Gminę Biała obejmuje zasięgiem służbowym placówka Straży Granicznej w Opolu ze Śląskiego Oddziału SG.

## Galeria

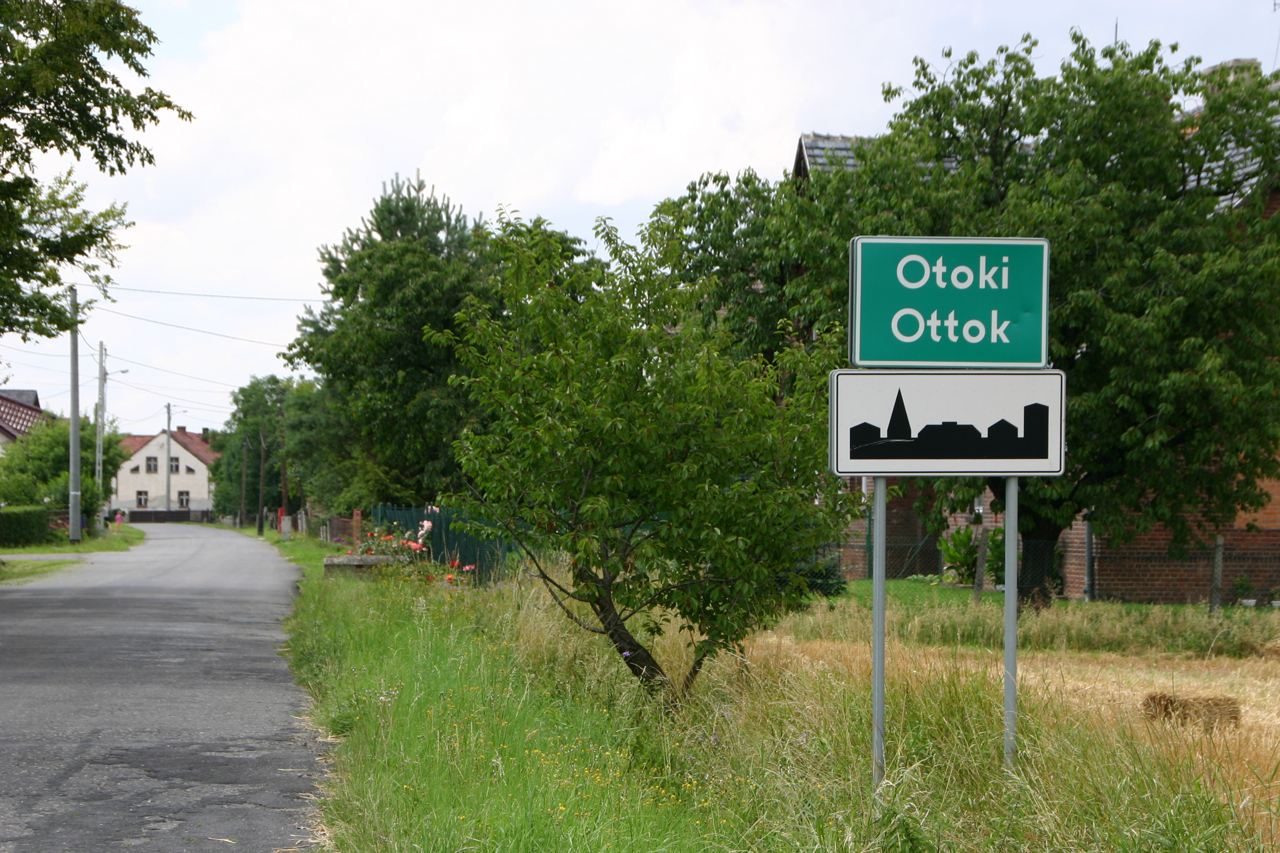
Wjazd do Otok od strony Ligoty Bialskiej
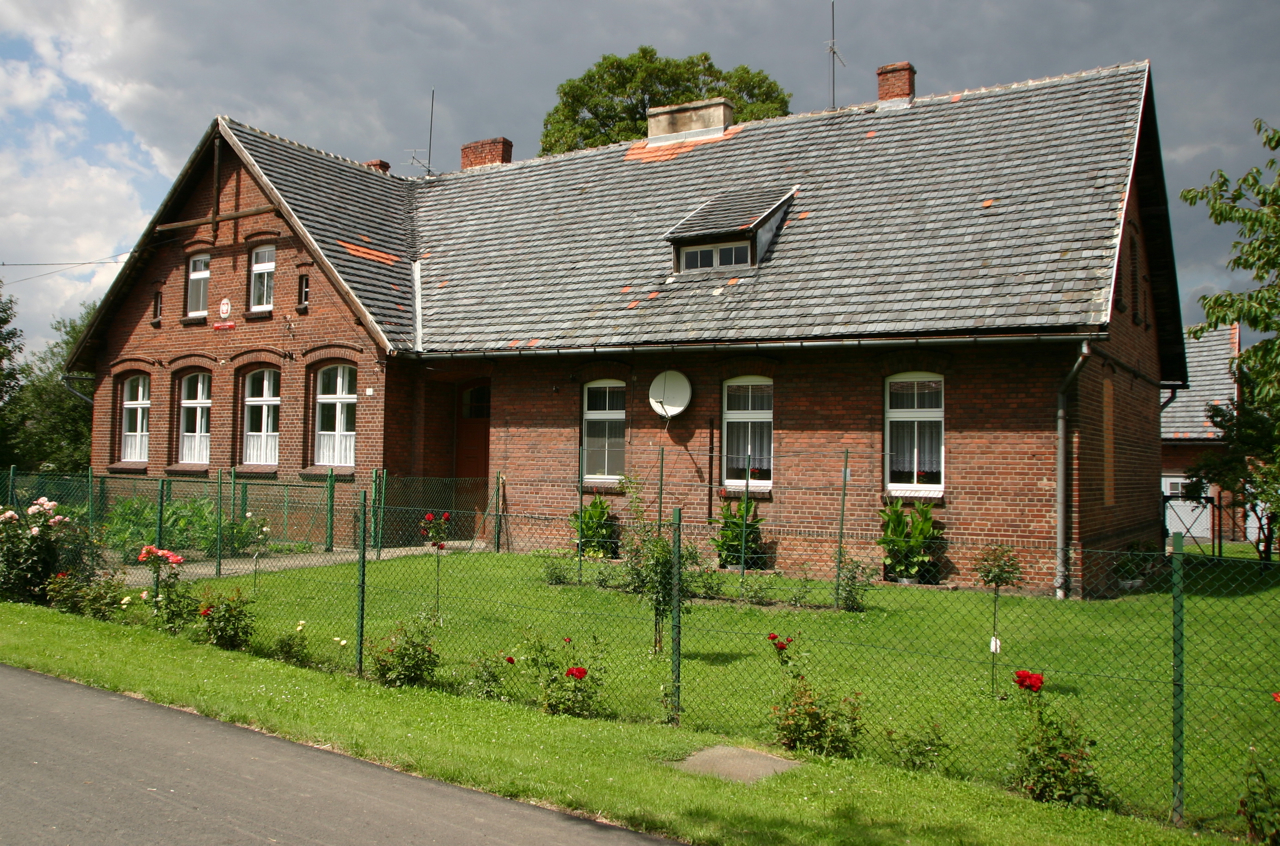
Szkoła Podstawowa
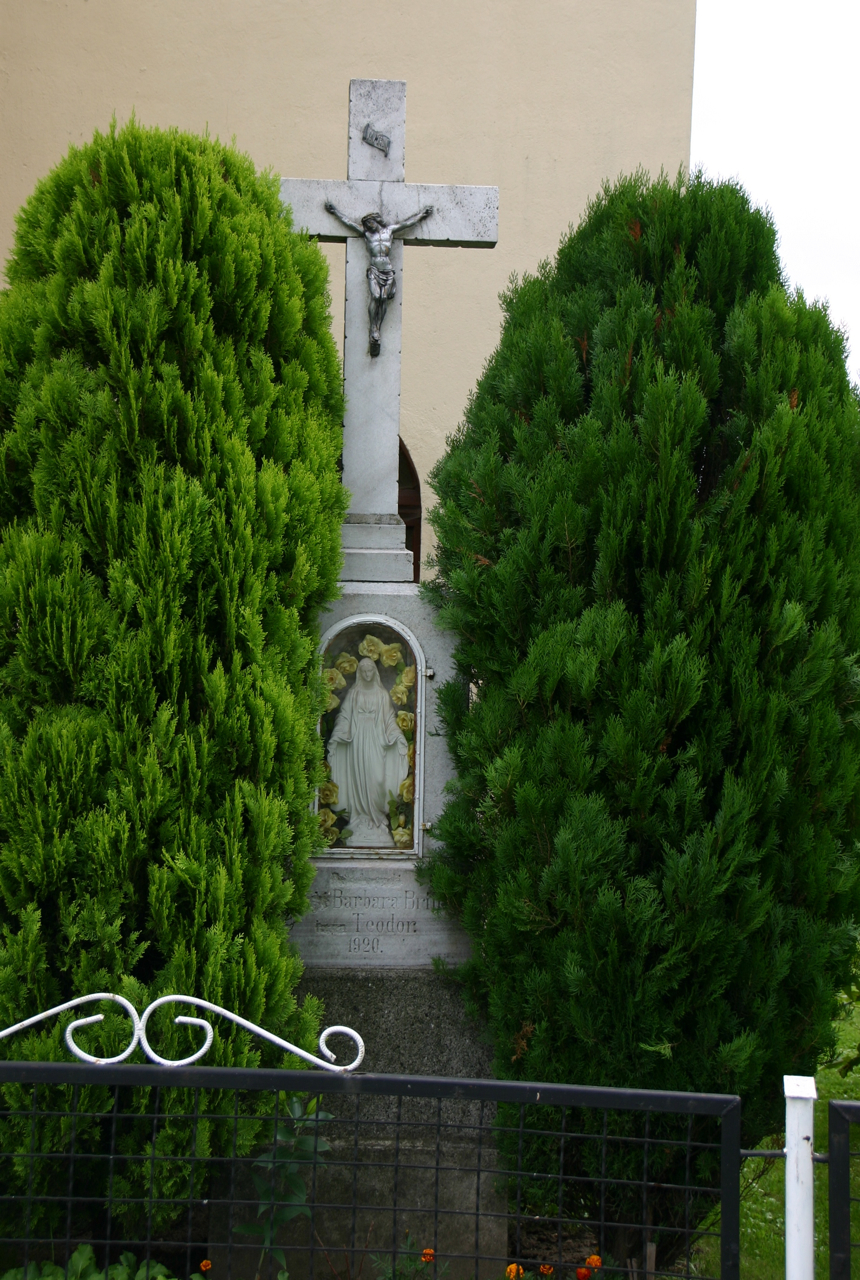
Krzyż